# Phippsia
Phippsia là một chi thực vật có hoa trong họ Hòa thảo (Poaceae).

## Loài
Chi Phippsia gồm các loài: